# 東倫弗魯郡 (英國國會選區)

東倫弗魯郡（英語：East  Renfrewshire），英國國會蘇格蘭一郡選區，包括東倫弗魯郡全部。選區始創於1885年，1983年改稱伊斯特伍德，1996年選區改為與現今相同，2005年恢復原名。
本區本來是統一黨和保守黨的選區。恢設以來當區議員為工黨的吉姆·默菲。他在2010年大選以50.8%選票連任。